# Су-25
Сухой Су-25 е едноместен щурмовик с 2 двигателя, създаден в Съветския съюз от ОКБ Сухой. Име по условни наименования на НАТО за техниката – Frogfoot, по Руската – Грач.
Самолетът е предназначен за близка въздушна поддръжка на сухопътните войски над бойното поле. През своята повече от 25-годишна оперативна история, Су-25 участва в множество военни конфликти. Изиграва голяма роля в Съветската война в Афганистан, изпълнявайки мисии срещу муджахидините. Използван е от иракските военновъздушни сили по време на войната между Иран и Ирак от 1980 – 1989 година. Военновъздушните сили на Република Македония използват закупени от Украйна Су-25 срещу албанските сепаратисти по време на конфликта от 2001 г.

## История
Работата по създаването на щурмовика започва още през 1968 година. В периода 1970 – 1971 година проектът участва и печели конкурса за щурмови самолет на Съветските военновъздушни сили в силната конкуренция на проекти, изготвени от конструкторските бюра на Яковлев, Микоян и Илюшин.
През ноември 1974 година е завършен изпитателния модел Т8-1, а първия полет е извършен от летец изпитател на ОКБ Сухой през февруари следващата година. Заводските изпитания на два изпитателни самолета Су-25 продължават до октомври 1976 година, след което машината се връща за дообработване. През 1978 година започват официалните изпитания, провеждани от държавата, като в края на първия етап е взето решение проверката да продължи в условията на истински бойни действия в Афганистан. В периода 16 април – 5 юни 1980 г. са извършени 100 изпитателни полета, в т.ч. 44 реални бойни мисии, като в хода на изпитанията Су-25 показва високи бойни способности.
Производството на Су-25 се извършва в завод в Тбилиси, Грузия, като първия сериен модел излиза от там на 18 юни 1979 г., а в хода на производството самолетът е сериозно доработван. През 1984 година се появява специалната експортна модификация – Су-25К (Т-8К), като самолетът от този вариант се изнася за Чехословакия, България, Ирак, КНДР и Ангола. В резултат на бойната експлоатация в Афганистан през 1987/88 г. на самолета се внедряват ред подобрения за удължаване на живота във военна обстановка; 1989 – 1989 година започват изпитанията и впоследствие серийното производство на Су-25 с нови двигатели Р-195, а през 1991 година е произведена серия Су-25БМ буксировчик на мишени.
Създаването на учебно-боен вариант на Су-25 е постановлено от правителството на СССР на 29 юни 1976 г., като за завод-производител е определен авиозаводът в Улан Уде. Първия полет на изпитателния Т8У-1 е на 10 август 1985 г., а държавните изпитания са проведени в периода 1986 – 1987 година. Серийното производство се осъществява от 1986 до 1991 г. в две модификации: Су-25УБ, предназначен за ВВС на Съветския съюз, и Су-25УБК, предназначен за експорт. През август 1988 г. на базата на Су-25УБ е построен Су-25УТГ, предназначен за летците на палубната авиация на ВМС на СССР. Основното предназначение на самолета било обучението на корабната авиация за излитане и кацане от палубата на самолетоносачи. Първия полет на самолета Т8УТГ-1 е на 1 септември 1988 г., а на 1 ноември 1989 г. двучленният екипаж успешно приземява самолета на палубата на самолетоносача „Тбилиси“ (впоследствие преименуван на „Адмирал Кузнецов“). Серийното производство на Су-25УТГ се осъществява през 1991, като самолетът влиза на въоръжение в състава на ВМС на СССР.
През 1976 г. започва работата по създаването на специален вариант Су-25Т (Т-8М), предназначен за бой с танкове; на самолета са внедрени електронна прицелна система „Шквал“ и комплекс противотанково въоръжение 9К121 Вихър. Първия полет на опитния самолет Т-8М1 е на 17 август 1984; първия самолет Су-25Т серийно производство излита през юли 1990. В началото на 90-те на базата на Су-25Т, конструкторското бюро ОКБ Сухой започва работа над специализиран щурмови самолет под обозначението Су-39. До този момент са построени два предсериини модела, като изпитанията на този самолет продължават.

## Дизайн
Ролята на Су-25 като самолет за огнева поддръжка на бойното поле налага корпусът да бъде брониран. Основната схема на самолета е проста – нормално разположение на двигателя, крилете и опашката. Фюзелажът му обаче е съставен от сплави с различно метално съдържание, както следва: алуминий – 60%; стомана – 19%; титан – 13,5%; магнезиеви сплави – 2% и 5,5% други метали.
Защитата на пилота включва 6 мм стоманена плоча в задната част на кабината. Самата кабина е с формата на вана и е изградена от заварени титанови плочи.

## Варианти
- Су-25 – Основният вариант на самолета, произвеждан във фабрика 31 в Тбилиси, тогава в състава на СССР. Общо произведени бройки – 582 (между 1978 и 1989 година). Самолетът претърпява множество инциденти в своята оперативна история, причинени от дефекти на оръжейната система. Вследствие на тези инциденти е спряно от употреба основното му оръжие – 240 мм ракета С-24. На негово място е поставена 500-килограмовата бомба ФАБ-500.
- Су-25К – експортен вариант на стандартния Су-25. Различава се само по някои дребни детайли по отношение на апаратурата (надписи и разположение). Общо произведени бройки – 180 (между 1984 и 1989 година).
- Су-25УБ – двуместен учебен вариант. Не е приеман официално на въоръжение в съветските ВВС, макар да е все още на въоръжение в някои военновъздушни училища в Русия. Общо произведени бройки – 25 (за 1986 година).

- Су-25УБК – експортен вариант на Су-25УБ.
- Су-25УТГ – учебен вариант за тренировъчни мисии по кацане на самолетоносач.
- Су-25БМ – буксировчик на мишени за трениране на сухопътните и военноморски сили в ракетен бой земя-въздух. Снабден е с двигатели Р-195 и РСДН-10 система за далечно навигиране, аналог на западната система LORAN.

- Су-25Т(Танкови) – противотанков вариант, способен да изпълнява мисии в нормални и тежки метеорологични условия, както през деня, така и през нощта. Доказал се е като изключително ефективен в мисии над Чечня. В допълнение към стандартното въоръжение на Су-25, Су-25Т е оборудван с КАБ-500 бомба с визуално насочване и лазерно насочваната Кх-25МЛ. Разработено е второ поколоние на Су-25Т – Су-25ТМ (също означаван и като Су-39) – с подобрени навигационни и бойни системи, както и повишена способност за оцеляване. Въпреки че Руските ВВС са получили малък брой от този самолет, подобрената авионика създадена специално за Су-25ТМ е използвана при модернизираната версия на серийния Су-25 – Су-25СМ.

- Су-25КМ – модернизиран грузински вариант, представен през 2001 година. Включва съвременна авионика, дигитална карта, компютъризирани оръжейни системи, оръжия с прецизно насочване и възможност за провеждане на мисии във всякакви метеорологични условия през деня и нощта. Съвместим със стандартите на НАТО.
- Су-28 – олекотен съвременен вариант на Су-25УБ.
- Су-25Р – разузнавателен вариант, проектиран през 1978 година, но не влиза на въоръжение.
- Су-25У3 – триместен тренировъчен вариант. Работата по проекта е прекратена през 1991 заради липса на средства.
- Су-25У – учебен вариант, строен в Грузия между 1996 и 1998 година. Общо произведени бройки – 3.

- Су-25CM – представлява дълбока модернизация на самолета. Отличава с по-голям спектър въоръжение, по-добри радиоелектронни системи и прицелно-навигационния комплекс. Четири пъти по-добра ефективност при бойно използване, а бойната живучест се подобрява два пъти.
- Су-25M1 – украински модернизиран вариант на Су-25

## Употреба

### Афганистанска война (1979-1989)
Първият ескадрон от Су-25 е разположен в Афганистан през 1981 година. До 1988 съветските Су-25 извършват над 60 000 мисии над Афганистан, много повече от който и да било друг самолет в тази война. Загубите са общо 21 машини.

### Ирано-иракска война
Първите иракски бойни мисии със Су-25 започват през 1987 година. До края на войната са изпълнени общо 900 мисии от иракчаните. Иран сваля само един самолет, като пилотът катапултира и успява да избяга. След края на войната Саддам Хюсеин лично връчва най-високото военно звание на всички пилоти на Су-25.

### Нагорно-карабахски конфликт
Азербайджан няма Су-25 на въоръжение, в началото на Нагорно-карабахския конфликт с Армения. През 1992 година пилота от ВВС на Съветската армия от азерски произход – Вагиф Курбанов, открадва един Су-25, преминавайки на територията на Азербейджан и от там провежда бойни полети срещу Армения.

### Война в Персийския залив (1990-1991)
През 1991 година изтощеният от предишната война Ирак не успява дори да вдигне повечето си Су-25 във въздуха, когато започват американските въздушни атаки. Само два Су-25 успяват да излетят и са свалени от далеч по-бързите американски F-15.

### Конфликт в Република Македония
Република Македония успешно използва два Су-25 срещу позиции на албанските сепаратисти. Първата бойна мисия е на 24 юни 2001 година.

### Руско-грузинска война (2008)
Наред с други самолети, в тази война Грузия участва със 7 изтребителя Су-25, от които губи 3, а Русия участва с неустановен брой Су-25, от които губи 4.

## Оператори

### Настоящи
- Азербайджан – 15[1]
  - 14 Су-25
  - 1 Су-25УБ
- Ангола – 15[2]
  - 12 Су-25
  - 3 Су-25УБ
- Армения – 15[3]
  - 14 Су-25
  - 1 Су-25УБК
- Беларус – 55[4]
  - 50 Су-25
  - 5 Су-25УБ
- България – 10 продадени на Грузия
  - 4 Су-25К (1 се разбива близо до авиобаза „Безмер“)
  - 4 Су-25УБК
- Гамбия – 1[5]
  - 1 Су-25
- Грузия – 19[6]
  - 4 Су-25
  - 8 Су-25КМ
  - 5 Су-25УБ
- Демократична република Конго – 4[7]
  - 4 Су-25К
- Екваториална Гвинея – 4[8]
  - 2 Су-25
  - 2 Су-25УБ
- Етиопия – 8[9]
  - 8 Су-25ТК
- Иран – 12[10]
  - 6 Су-25К
  - 6 Су-25УБК
- Казахстан – 15[11]
  - 14 Су-25
  - 1 Су-25УБ
- Перу – 17[12]
  - 9 Су-25
  - 8 Су-25УБ
- Русия – общо 278,[13]
  - 187 Су-25
  - 54 Су-25СМ
  - 30 Су-25УБ
- Северна Корея – 36[14]
  - 32 Су-25К
  - 4 Су-25УБК
- Судан – 8[15]
  - 7 Су-25
  - 1 Су-25УБ
- Туркменистан – 23[16]
  - 20 Су-25
  - 1 Су-25КМ Скорпион
  - 2 Су-25УБ
- Узбекистан – 20[17]
  - 20 Су-25
- Украйна – 35[18]
  - 30 Су-25
  - 5 Су-25УБ
- Чад – 6[19]
  - 4 Су-25
  - 2 Су-25УБ

### Бивши
- Ирак – 73 доставени
  - 69 Су-25К
  - 4 Су-25УБК
- Кот д'Ивоар – 4, унищожени от френски въздушен удар
  - 2 Су-25К
  - 2 Су-25УБК
- Северна Македония – 4, продадени на Грузия
  - 3 Су-25
  - 1 Су-25УБ
- СССР – разпределени измежду съветските републики
- Словакия – 15, продадени на Армения
  - 14 Су-25К
  - 1 Су-25УБК
- Чехия – 25, изтеглени от употреба; понастоящем складирани
  - 24 Су-25К
  - 1 Су-25УБК
- Чехословакия – разпределени между Чехия и Словакия в съотношение 2 към 1.

## Характеристики на Сухой Су-25ТМ

### Общи характеристики
- Екипаж: 1 пилот
- Дължина: 15,33 м
- Разпереност: 14,36 м
- Площ на крилото: 30,1 м²
- Височина: 4,80 м
- Маса (празен): 10 740 кг
- Маса (пълен): 16 990 кг
- Макс. излетна маса: 20 500 кг
- Двигател: 2хТумански Р-195
- Мощност: 44,18 kN всеки (12,090 lbf)

### Тактико-технически характеристики
- Макс. скорост: 975 км/ч (M 0,82)
- Боен обсег: 375 км
- Далечина на полета: 2500 км
- Практически таван на полета: 7000 – 10 000 м[20]
- Максимална височина на бойна употреба: 5 000 м[20]
- Скороподемност: 58 м/сек
- Относ. натоварване на крилото: 584 кг / м2
- Мощност/Тегло: 0.51[20]

### Въоръжение
- Оръдие: 1хГШ-30-2 (калибър 30 мм х2, боезапас 250 снаряда)
- Ракети: две Р-60, Х-25МЛ, Х-25МП, Х-58, Х-29 или други лазерно насочвани и неуправляеми ракети, изстрелвани от установки и ракетни гнезда
- Бомби: различни видове касетъчни, неуправляеми и лазерно насочвани бомби
- Общо тегло на полезен товар: 4400 кг
- Лазерен прицел-осветител (на руски: бортовая лазерная подсветка) за водене на лазерно насочвани оръжия (ракети и бомби). Намира се зад наклоненото надолу червено правоъгълно защитно стъкло на върха на носа.

## Подобни самолети
- Northrop YA-9
- A-10 Thunderbolt II
- Илюшин Ил-102